# Свобода судоходства
Свобода судоходства (англ. Freedom of navigation, FON) — принцип обычного международного права, согласно которому суда, плавающие под флагом любого суверенного государства, не должны подвергаться вмешательству со стороны других государств за исключением случаев, предусмотренных международным правом. 
В сфере международного права этот принцип определяется, как свобода передвижения судов, свобода захода в порты и использования причалов и доков, для погрузки и разгрузки товаров, а также для перевозки грузов и пассажиров. Свобода судоходства кодифицирована как статья 87 (1) a Конвенции ООН по морскому праву 1982 года. Не все государства-члены ООН ратифицировали конвенцию: в частности, США не подписывали и не ратифицировали ее. Однако США поддерживают свободу мореплавания на практике(см. ниже ).

## Программа США по свободе судоходства
Министерство обороны США определяет операции по поддержанию свободы судоходства (FONOP) как «оперативные вызовы против чрезмерных морских претензий», посредством которых «Соединенные Штаты демонстрируют своё сопротивление чрезмерным морским претензиям». В США действует программа FONOP под названием «Программа свободы мореплавания» (Freedom of Navigation Program), в рамках которой ежегодно проводится множество операций по всему миру. Программа ежегодно публикует годовые отчёты о проведенных операциях, а также список соответствующих иностранных морских претензий.
Программа США по поддержанию свободы судоходства (FON) была официально учреждена президентом Джимми Картером в 1979 году. Программа была подтверждена администрацией Рональда Рейгана в 1983 году. С тех пор программа продолжалась при всех последующих администрациях.
Позиция Соединенных Штатов заключается в том, что все страны должны соблюдать международное морское право, закреплённое в Конвенции Организации Объединенных Наций по морскому праву.

## Примеры операций

### Южно-Китайское море

В начале 2000-х годов Китай искусственно расширил острова Спратли в Южно-Китайском и построил на них взлетно-посадочные полосы. Территориальные претензии Китая указаны красной линией

В 2013 и 2014 годах США проводили FONOP в районах, на которые претендуют Китай, Тайвань, Малайзия, Филиппины и Вьетнам. В 2015 году администрация Обамы разрешила два FONOP в этом регионе и три в 2016 году.
Начиная с октября 2015 года, корабли ВМС США патрулировали искусственные острова, созданных Китаем на спорных архипелагах Спратли и Парасель (на илл.), чтобы подчеркнуть позицию США, согласно которой искусственные острова, построенные Китаем, расположены в международных водах. В октябре 2015 года эсминец с управляемыми ракетами USS Lassen прошёл в пределах 12 морских миль от искусственных островов (так называемая " Великая песчаная стена). USS Wilbur Curtis прошёл в пределах 12 морских миль от острова Тритон на Парасельских островах в январе 2016 года, а USS William P. Lawrence в мае 2016 года подошёл к рифу Файери-Кросс на островах Спратли в пределах 12 морских миль.
30 сентября 2018 года военный корабль США Decatur проводил FONOP возле рифов Гавен и Джонсон на островах Спратли, когда китайский эсминец Lanzhou приблизился на расстояние 41 м к USS Decatur, что в ВМС США назвали «серией всё более агрессивных манёвров».
25 января 2020 года США провели корабль береговой обороны Montgomery вблизи островов Спратли. По сообщениям китайских государственных СМИ, Китай направил два истребителя-бомбардировщика, надеясь запугать «Монтгомери».
28 апреля 2020 года американский эсминец USS Barry провёл операцию FONOP вблизи островов Парасель у берегов Вьетнама. Вьетнамское военное командование заявило, что его силы вытеснили «Барри» из спорных вод островов Спратли. По этому поводу представитель 7-го флота США сказал: «Соединенные Штаты будут летать, плавать и действовать везде, где это разрешено международным правом — независимо от чрезмерных морских претензий».
Китай рассматривает FONOP в Южно-Китайском море, и особенно те, которые проводятся с военными судами, как провокационные, поскольку они утверждают, что свобода судоходства не распространяется на военные суда в иностранных исключительных экономических зонах и территориальных водах.

### Черное море
24 июня 2021 года британский эсминец HMS Defender совершил демонстративный мирный проход в прибрежных водах полуострова Крым, принадлежность которых оспаривается. Проход вызвал реакцию сил российского ВМФ и осуждение российского МИДа, оценившего такой проход как спланированную провокацию. По мнению ряда британских экспертов и официальных лиц, Defender действовал в соответствии со статьёй 19 Конвенции ООН по морскому праву в части права свободного прохода через территориальное море прибрежных государств, поскольку следовал транзитом по кратчайшему пути из Одессы в один из портов Грузии.